# أحمد الهاشمي
أحمد بن إبراهيم بن مصطفى الهاشمي القرشي (1878- 1943 م) أديب ومعلِّم مصري.

## سيرته
ولد أحمد الهاشمي في القاهرة سنة 1878م، تلقَّى تعليمه في الأزهر على كبار شيوخه في عصره، من أمثال الشيخ محمد عبده، والشيخ سليم البشري، والشيخ حسونة النواوي، والشيخ حمزة فتح الله المفتش الأول بوزارة المعارف العمومية.
مع أنه تلقَّى تعليمه في الأزهر وكانت صلتُه عميقة بأساتذته ومدرِّسيه، اختار سِلكَ التعليم المدني، فدرَّس العربية في العديد من مدارس القاهرة، وأصبح مديرًا لعدد من المدارس كمدرسة الجمعية الإسلامية، ومدرسة فؤاد الأول، وعُيِّن مراقبًا لمدارس فيكتوريا الإنجيلية.

## آثاره
- «أسلوب الحكيم»، مجموع مقالات.
- «جواهر البلاغة في المعاني والبيان والبديع»، وقد حاز هذا الكتاب على إعجاب أدباء عصره وأساتذته الذين درس عليهم، فأثنى على هذا الكتاب سعد زغلول باشا ومحمد عبده الذي قال عن الكتاب: «وجدته كتابًا عظيمًا وأسلوبًا حكيمًا، يشهد لحضرة مؤلِّفه الفاضل بملاك الذوق السليم والعقل الحكيم».
- «ميزان الذهب في صناعة شعر العرب»، وتناول فيه الهاشمي علمَيِ العروض والقافية، وهو أحد الكتب التعلميَّة التي جاءت مادَّته سهلة مبسطة لطلبة العلم في هذا المجال.
- جواهر الإعراب.
- «جواهر الأدب في أدبيات وإنشاء لغة العرب»، وهو كتابٌ ضخم غزير الفائدة، والتركيز في الأدب العربي جاء فيما يُقارب ألف صفحة.
- «القواعد الأساسية للغة العربية»، وتناول فيه الهاشمي علوم النحو والصرف، مع تطبيقات وشواهد شعرية متعدِّدة، ويميِّزه أقسام الإعراب النموذجي في ذيل كلِّ بابٍ من الأبواب.
- «ميزان الذهب».
- «مختار الأحاديث النبوية».

## وفاته
توفي أحمد الهاشمي في القاهرة سنة 1943م.